# Alenka Mavec
Alenka Mavec (1966) è un'ex sciatrice alpina slovena che gareggiò per la nazionale jugoslava.

## Biografia
Specialista delle prove tecniche, la Mavec esordì in Coppa del Mondo il 4 dicembre 1980 a Val-d'Isère in slalom gigante (64ª) e prese parte ai Mondiali juniores di Auron 1982 e Sestriere 1983, ottenendo come miglior piazzamento il 4º posto nello slalom speciale di Sestriere; il suo ultimo piazzamento internazionale fu il 20º posto ottenuto nello slalom speciale di Coppa del Mondo disputato il 9 febbraio 1983 a Maribor, suo miglior risultato nel circuito. Non prese parte a rassegne olimpiche o  iridate.

## Palmarès

### Campionati jugoslavi
- 4 ori (discesa libera, slalom gigante, combinata nel 1981; slalom speciale nel 1982)[1]